# Farideh Firoozbakht
Farideh Firoozbakht (18 de marzo de 1962 - 24 de diciembre de 2019) fue una matemática iraní, conocida por formular la denominada conjetura de Firoozbakht sobre la distribución de los números primos en 1982. Estudió farmacología y luego matemáticas en la Universidad de Isfahán y enseñó matemáticas en universidades iraníes, incluida la propia Universidad de Isfahán.